# Гуггенхайм, Вилли
Вилли Гуггенхайм, более известный под псевдонимом Варлен (нем.  Willy Leopold Guggenheim, фр. Varlin; 16 марта 1900[…], Цюрих — 30 октября 1977[…], Бондо) — швейцарский художник.

## Биография
Из еврейской семьи. В 12 лет потерял отца и старшую сестру. Семья переехала в Санкт-Галлен, Вилли начал учиться литографии, но учёба оказалась настолько тяжелой, что позднее он никогда не работал в этой технике. В 1921 приехал в Берлин, учился в Высшей школе изящных искусств у Эмиля Орлика. В 1923 перебрался в Париж, занимался в Академии Жюлиана. Чтобы заработать на жизнь, рисовал для французских юмористических журналов.
В 1930 познакомился с поэтом и собирателем искусства Леопольдом Зборовским, другом и первооткрывателем Модильяни и Сутина. Зборовский придумал ему псевдоним (по названию парижской улицы, поименованной, в свою очередь, в честь знаменитого социалиста и коммунара Эжена Варлена) и привел его в фаланстер Улей, где Гуггенхайм работал рядом с Архипенко, Сутиным, Шагалом, Леже. Некоторое время художник жил на юге Франции, в Кань-сюр-Мер. В 1931 состоялась его первая и успешная выставка в парижской галере Слодан.
После смерти Зборовского в 1932 художник вернулся в Швейцарию, где жили его мать и сестра. Он снял дом, предназначенный на снос, где прожил несколько десятилетий, деля его с несколькими друзьями — художниками и скульпторами. Путешествовал. Дружил с писателями Хуго Лётчером и Фридрихом Дюрренматтом. Его выставки проходили во Вьенне, Санкт-Галлене, Люцерне, Берне, Венеции, в 1961 его экспозиция была представлена в цюрихском Кунстхаусе. В 1968 выставки работ Варлена прошли в Турине и Риме, в 1976 — в Милане. В 1977 Флоренция наградила его премией Fiorino D’oro за жизнь в искусстве (известие об этом пришло в день смерти художника).

## Творчество
Варлен относится к редкому в XX в. числу художников-фигуративистов, из современников ему ближе всего Сутин. О творчестве Варлена писали Макс Фриш, Дюрренматт, Лётчер, Пауль Низон и др. крупные швейцарские авторы. О художнике снят документальный фильм Фридриха Каппелера (2000, см.: ). В 2000-е годы его выставки проходили во многих городах Швейцарии, Германии, Италии.